# Evaldo Gouveia

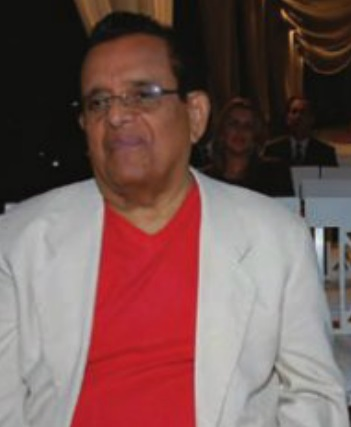
Evaldo Gouveia, 2013

Evaldo Gouveia de Oliveira (* 8. August 1928 in Orós, Bundesstaat Ceará, Brasilien; † 29. Mai 2020 in Fortaleza, Brasilien) war ein brasilianischer Sänger, Komponist und Gitarrist.
Er war ein bedeutender Vertreter der Música Popular Brasileira.

## Leben und Wirken
Evaldo Gouveia wurde in Orós geboren, verbrachte aber seine Kindheit in Iguato. Mit elf Jahren kam er nach Fortaleza und mit achtzehn Jahren war er dort für das Radio tätig.
In den 1940er Jahren lebte er in Rio de Janeiro und São Paulo. Seine erste Komposition schrieb er 1957. Es erfolgte ab 1958 die fruchtbare Zusammenarbeit und Freundschaft zu dem Komponisten Jair Almorim, mit dem er gemeinsam 150 Werke schrieb.
Von 1950 bis 1962 war er Sänger der Gruppe Trios Nagos. Seinge goldene Zeit als Komponist und Sänger waren 1960er Jahre.
Er komponierte hauptsächlich Boleros und gesungene Sambas, insgesamt schrieb er rund 1200 Kompositionen. Gal Costa war die bekannteste Sängerin seiner Kompositionen. Dadurch wurde er ein wichtiger Vertreter der Musica Popular Braseileira. Auch schrieb er für diverse brasilianische Spielfilme die Musik, zuletzt für einen Film im Jahr 2018.
2019 erschien eine Biographie über ihn. Er war verheiratet.
Evaldo Gouveia starb am 29. Mai 2020 in Fortaleza im Alter von 91 Jahren an den Folgen einer COVID-19-Erkrankung. Der Gouverneur von Ceará und der Bürgermeister von Fortaleza äußerten sich zu seinem Tod.